# Eisingen
Eisingen é um município da Alemanha localizado no distrito de Enz, na região administrativa de Karlsruhe, estado de Baden-Württemberg.